# Magnus Beronius
Magnus Olai Beronius, né le 18 octobre 1692 à Uppsala et décédé le 18 mai 1775 dans la même ville, est un théologien luthérien suédois. Il est notamment archevêque d'Uppsala de 1764 à sa mort.

## Biographie
Magnus Beronius est le fils d'Olaus Magni Beronis et de Catharina Celsia. Son père est pasteur à Uppsala. 
Il étudie à l'université d'Uppsala et obtient sa maîtrise en 1716. En 1723, il devient professeur associé et est nommé maître de conférences à Gävle en 1724. Après avoir entrepris un voyage à travers l'Europe, il est nommé chargé de cours de théologie à l'Université d'Uppsala en 1727. Il est d'abord nommé professeur de poésie, puis passe à la théologie.
En 1745, Beronius devient évêque de Kalmar. Il est élu archevêque d'Uppsala après la mort de Samuel Troilius en 1764. Il est également représentant du clergé au Riksdag des États en 1765-1766. Lui et ses cinq enfants sont anoblis sous le nom de Björnstjerna en 1760. 